# فین کوچک

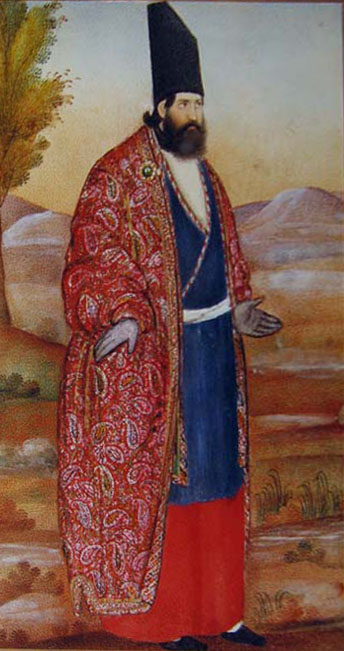
نگاره‌ای از امیرکبیر صدر اعظم ناصرالدین شاه

فین کوچک در جنوب کاشان قرار گرفته است و از جاذبه‌های این منطقه می‌توان به آبادانی و باغ‌های بسیار آن با چشمه‌ها جوی‌های آب اشاره کرد که به محل تفریح تبدیل شده‌اند و بسیاری از مغازه‌ها و رستوران‌ها به دلیل آبادانی و فضای سبز آن ایجاد شده است از مهمترین ویژگی این منطقه وجود اثر تاریخی باغ فین می‌باشد که در زمان قاجاریه ساخته شده است. در این باغ یک موزه، کتابخانه و حمام تاریخی است که امیر کبیر صدر اعظم ناصرالدین شاه قاجار در آن به قتل رسید از ویژگی دیگر این باغ وجود حوض‌هایی است که از طریق چشمه‌های اطراف آن پر شده است و جوی‌هایی که دارای فواره‌های کوچک هستند که فضای سبز خاصی به آن بخشیده است.